# Evelyn Evelyn
Evelyn Evelyn è un duo musicale statunitense formatosi nel 2007. L'intera discografia del gruppo è incentrata su un universo narrativo fittizio con protagoniste le gemelle siamesi Eva e Lyn Neville, interpretate, tanto musicalmente quanto dal vivo, dai due musicisti membri Jason Webley e Amanda Palmer, già cantante dei The Dresden Dolls. L'entourage preposto alla parte visiva del progetto è composto da Cynthia von Buhler e Kambriel, l'una in veste di disegnatrice, l'altra come costumista.

## Storia del gruppo
Il primo lavoro del gruppo è l'EP Elephant Elephant, seguito nel 2010 dal ben più celebre album in studio Evelyn Evelyn, al quale hanno partecipato molti personaggi del mondo dello spettacolo, fra cui: "Weird Al" Yankovic, Gerard Way, Soko, Margaret Cho, Neil Gaiman e Eugene Mirman.
Dopo la pubblicazione del disco il duo ha indetto un tour internazionale svoltosi tra la primavera e l'estate 2010.

## Controversie
Con il loro crescente successo, il gruppo è stato duramente criticato da parte del pubblico con l'accusa di non aver trattato con il dovuto rispetto le disabilità all'interno della finzione storica. Inoltre, a causa delle fotografie pubblicate sul blog ufficiale e le loro esibizioni dal vivo, in cui i due musicisti del gruppo, entrambi abili, erano soliti interpretare e vestirsi dalle gemelle siamesi Eva e Lyn, il pubblico ha tacciato Webley e Palmer di aver spettacolarizzato la malattia.
La risposta della Palmer, sorpresa da tali reazioni, è stata: "creare arte dalle storie vissute è l'unico modo per evitare che la nostra vita ne venga dominata", alludendo ad alcune esperienze subite da lei stessa, come lo stupro, centrali nel loro universo narrativo.

## Formazione
- Amanda Palmer - voce, testi, pianoforte elettrico Wurlitzer
- Jason Webley - voce, testi, fisarmonica, marimba
- Cynthia von Buhler - artwork di Elephant Elephant e di Evelyn Evelyn e libri illustrati correlati
- Kambriel - costumi di scena

## Discografia

### Album in studio
- 2010 - Evelyn Evelyn

### EP
- 2007 - Elephant Elephant